# Eucera conformis
Eucera conformis là một loài Hymenoptera trong họ Apidae. Loài này được Timberlake mô tả khoa học năm 1969.